# Blauwbaarddikkop
De blauwbaarddikkop (Pheidole punctatissima) is een mierensoort uit de onderfamilie van de Myrmicinae. De wetenschappelijke naam van de soort is voor het eerst geldig gepubliceerd in 1870 door Mayr.